# Josip Bašić
Josip Bašić (Split, 2. ožujka 1996.) je hrvatski nogometaš, koji je trenutačno bez kluba. Igra na mjestu krilnoga igrača.

## Klupska karijera
Josip Bašić počeo je trenirati nogomet u nogometnoj školi splitskoga Hajduka 2010. godine nakon što je već bio članom podmladaka stobrečkoga Primorca i vranjičkoga Omladinca. 
Za seniorsku momčad debitirao je je 29. rujna 2012. godine na stadionu Maksimir u vječnom derbiju protiv zagrebačkoga Dinama. Svoj prvi gol za seniore, Bašić je dao u svom drugom nastupu u Prvoj HNL, protiv Slaven Belupa u Koprivnici.

## Reprezentativna karijera
U mlađim selekcijama hrvatske nogometne reprezentacije ima nastupe u dobnim uzrastima: do 14, do 15, do 16 i trenutačno nastupa za reprezentaciju do 17 godina.

## Zanimljivosti
- Postao je najmlađi debitant u povijesti splitskoga Hajduka, 29. rujna 2012. godine, zaigravši u Vječnom derbiju u Maksimiru s 16 godina, 6 mjeseci i 27 dana.[2]

## Bašići u Hajduku
- Josip Bašić
- Petar Bašić, bez službenih nastupa
- Tino Bašić, bez službenih nastupa
- Toma Bašić
- Tomislav Bašić, bez službenih nastupa
- Zlatko Bašić

## Vanjske poveznice
- Josip Bašić na hnl-statistika.com
- (engl.) Josip Bašić na transfermarkt.co.uk